# Harag napja

A tüntetők útvonala

A harag napja (más néven lehetőségek napja) az 1992-es év egyik legnagyobb magyarországi tüntetése volt, amelyet a Torgyán József vezetésével jobbra tolódó Független Kisgazdapárt szervezett az Antall-kormány lemondatására. Az 1992. április 25-én radikális hangvitelű felszólalásokkal, de fegyelmezetten lezajló demonstráció nem érte el meghirdetett politikai céljait, ám a kisgazdák mozgalmán belül megerősítette Torgyán vezető szerepét.

## A demonstráció háttere
Az 1990-es országgyűlési választásokat követően az FKGP részvételével alakult meg az Antall-kormány. A párt által követelt reprivatizációs törvény bukását követően hatalmi harc robbant ki a Kisgazdapártban. Torgyán József, a párt országgyűlési frakcióvezetője 1991 kora tavaszától változó sikerű harcot vívott a párt vezetésével szemben. Torgyán sikerrel szerezte meg az FKGP tagságának rokonszenvét és a pártelnöki tisztséget, de az országgyűlési frakcióban kisebbségben maradt. Torgyán a rendszerváltás nyomán kibontakozó gazdasági válság és a növekvő munkanélküliség miatt terjedő elégedetlenséget meglovagolva az FKGP-t az MDF jobboldali váltópártjává akarta felépíteni. A szakítás előbb a frakcióban következett be 1991 novemberében: Torgyánt csak 11 kisgazda képviselőtársa követte, a frakció döntő többsége, 33 képviselő a kormány további támogatását választotta. Torgyán József vezetésével a Kisgazdapárt jobbra tolódott, 1991 decemberében a választók majd' kétharmada (64%) már jobboldali radikális pártként gondolt a Torgyán vezette Kisgazdákra. 1992 februárjában Torgyán József bejelentette, hogy az FKGP kilép a kormányból és ellenzékbe vonul. Nem sokkal a koalíció felbontása után hirdette meg 1992. április 25-ére a Kisgazdapárt első országos kormányellenes demonstrációját, amelynek a harag napja nevet adta.
A demonstrációt megelőző két hónapban Torgyán József országjárást tartott, amelyen ismertette a párt követeléseit. A követelések először nyilvánosan a szegedi sportcsarnokban rendezett gyűlésen hangzottak el:
- Az Antall-kormány 1992. szeptember 1-jéig történő lemondása
- Független szakértői kormány megalakítása az 1994-es választásokig
- Az Országgyűlés átalakítása alkotmányozó nemzetgyűléssé
- A határon túli magyarok választójogának megadása
- Az államszocialista időszakban meghatározó közéleti szerepet játszó személyek büntetőjogi felelősségre vonása
- A privatizációt és a földkérdést rendező gazdasági törvények megalkotása[2][3]

A Torgyánnal szemben álló kisgazdák sorban elhatárolták magukat a pártelnöktől. A kormányt támogató kisgazdaszervezetek arra hívták fel a polgárokat, hogy tiltakozzanak az FKGP radikalizálódása ellen: álljanak háttal a menetnek, illetve szervezzenek nemzeti összetartozást demonstráló rendezvényeket. Április közepén csatlakozott a rendezvényhez a korabeli szélsőjobboldal egyik meghatározó szervezete, a Nemzeti Ellenzéki Kerekasztal. (A NEKA-n kívül egyetlen szervezet, a Szolidaitás Szakszervezeti Munkásszövetség jelezte csatlakozási szándékát.) Az egyre feszültebb légkörben több kisgazdarendezvényen is elszabadultak az indulatok. Debrecenben Torgyán híveit, Hódmezővásárhelyen és Szegeden a kormányt támogató kisgazdákat távolították el a szervezők.
A tüntetés részletes programját az azt megelőző héten tette közzé a Kisgazdapárt. A párt 800 fős rendezőgárdát állított föl és 23 különvonatot rendelt a MÁV-tól, amelyekkel a vidékről érkező tüntetőket tervezték a fővárosba szállítani. A kisgazdák 100 000 demonstráló részvételével számoltak. A részt vevők számára a pártvezetés megtiltotta az alkoholfogyasztást és az erőszakos magatartást. Torgyán észlelte a harag napja elnevezés kedvezőtlen fogadtatását, ezért a demonstráció hivatalos elnevezése a lehetőségek napja lett. A tüntetésre a rendőrség megerősített egységekkel készült.

## A harag napja
A korábban megrendelt nagy számú különvonat helyett mindössze hat szerelvény érkezett a fővárosba. A délelőtt 10 órakor a Hősök terén kezdődő tüntetésen 7–8000 ezer tüntető jelent meg. A téren összegyűltek előtt Torgyán József élesen kritizálta az MDF vezette kormány privatizációs gyakorlatát, amely szerinte oka volt az egyre növekvő munkanélküliségnek, a nyugdíjasok éhezésének illetve a parasztság és a városi munkások elszegényedésnek. Megismételte pártja követeléseit a kormány lemondásáról és ügyvezető kormány kinevezéséről, illetve az 1947-es földbirtokviszonyok helyreállítását célzó törvények gyorsított megalkotásáról. A demonstrálók délben indultak el a Hősök teréről az Andrássy úton a Kossuth tér irányába. Az Andrássy út 64. számú ház (későbbi Terror Háza Múzeum) előtt tartott rövid megálláson az egykori szocialista vezetők megbüntetését követelték. A Kossuth térre a kora délutáni órákban érkezett az addigra jócskán megnövekedett, közel 25 000 fősre duzzadt tömeg, amelyben szélsőjobboldali fiatalok is feltűntek. A téren Torgyán József felolvasta pártja 25 pontot tartalmazó követeléslistáját, mivel azonban a kormány részéről annak átvételére senki sem jelent meg, így személyesen vitték be az Országházba. A demonstráció zárásaként a rendezők aláírásgyűjtő íveket osztottak szét, amelyeket a párt az országgyűlési képviselő visszahívásáról szóló népszavazás kezdeményezéséhez kívánt felhasználni. Az előzetes várakozásokkal és a felfokozott hangulattal ellentétben a rendezvény jelentősebb konfliktus nélkül zárult le. Az egyetlen atrocitás az eseményt megörökítő Fekete Doboz munkatársát érte, akit az egyik rendező bántalmazott. (A magáról megfeledkezett önkéntest Torgyán József a helyszínen kizárta a pártból.)
A Torgyán-párti kisgazdák sikerként értékelték a tüntetést. Torgyán József 200 000 és negyedmillió közöttire becsülte a résztvevők számát, a Rendőrség mindössze 10–12 000-re. A konkurens kisgazdaszervezetek elítélték a kormányellenes tüntetést. A kormány részéről Antall József a rendezvény napjának délutánján a Műszaki Egyetemen tartott beszédében Torgyán követeléseit megalapozatlannak, demagógnak és teljesíthetetlennek nevezte. Elítélte a kormányellenes rendezvényt az addigra már az MDF belső jobboldali ellenzékét vezető Csurka István is.

## A tüntetés utóélete
A tüntetéssel Torgyán József demonstrálta, hogy egyedül ő képes nagy tömegben megmozgatni a kisgazdák választói bázisát. A demonstráció megerősítette Torgyán vezető szerepét a Kisgazdapártban. A kisgazda pártelnök azonban hiába bizonyult a legerősebbnek a vetélytársak között, mégsem pártja vált az Antall József vezette MDF jobboldali radikális ellenzékévé. A mozgalmon belüli súlyos konfliktus a szervezet további töredezéséhez vezetett. 1992 szeptemberében újabb képviselők hagyták el a párt országgyűlési frakcióját, amely ennek következtében meg is szűnt, így Torgyán József elveszítette azt a lehetőséget, hogy frakcióvezetőként felszólalhasson a parlamentben. A párt képviselői kiszorultak a fontos vitáknak helyet adó parlamenti bizottságokból is, a párt az elkövetkező években mindhiába kísérletezett országgyűlési frakciója újraalapításával. 1993 tavaszán a radikális jobboldali szavazókat sikeresen szólította meg a Csurka István vezetésével és parlamenti frakcióval megalakuló MIÉP, így az FKGP számára kevés hely maradt a politikai jobbszárnyon. A harag napjai tüntetés után az FKGP fokozatosan felhagyott a radikális hangnemmel, ám a gyors iramban balra tolódó közvélemény miatt így sem volt képes népszerűségének jelentős növelésére. Az FKGP tömegtüntetés megszervezésére csak négy év elteltével, 1996-ban vállalkozott újból.
A gyűlésen követelt pontokból egyik sem valósult meg, a képviselők visszahívásáról szóló népszavazási kísérlet elhalt.